# Лесовое (Волынская область)
Лесово́е (укр. Лісове́) — село в Маневичской поселковой общине Камень-Каширского района Волынской области Украины.

## История
В июле 1995 года Кабинет министров Украины утвердил решение о приватизации находившегося здесь совхоза.
Население по переписи 2001 года составляло 555 человек.
До 2020 года входило в Маневичский район.